# 赵素昂
赵素昂（韓語：조소앙，1887年4月30日—1958年9月10日），本名镛殷，字敬仲，号亚隐，韩国独立运动家、政治家、外交家、历史学家，通晓韩、中、日、英多种语言。
赵素昂出生于朝鲜王朝末期两班家庭，早年曾留学日本，并投身各种反日救国的学生运动，1913年流亡中国，曾任大韩民国临时政府秘书长、议政院议长、外务部长、国务委员、内务部长、外务部长兼宣传委员会主任委员等职。
他提出的三均主义（均权、均产、均学）是韩国独立运动的重要执导思想，在1939年11月大韩民国临时政府国务会议通过的《大韩民国临时政府建国纲领》中被定为国策。

## 出身
1887年4月30日，赵素昂出生于朝鲜京畿道交河郡（今坡州市月笼面）的一个两班家庭，在家里排行第二。赵氏家族本贯咸安赵氏，是朝鲜生六臣之一渔溪公趙旅的后裔。赵素昂6岁开始跟随其祖父学习汉文，16岁（1902年）时进入成均馆。在成均馆读书期间，他曾与申采浩一起组织成均馆学生声讨李夏荣的卖国阴谋，1903年与海州府尹吴信默的次女吴英善结婚。1904年7月，赵素昂在完成成均馆学业后成为朝鲜官派日本的留学生。

## 留学与早年生涯
1904年10月，赵素昂赴日留学，就读于东京府立第一中学。次年，日本强迫朝鲜签订《乙巳条约》后，赵素昂开始在日本投身各种反日救国的学生运动。1906年，他组织在日朝鲜留学生团体共修学会，并发行学报宣传反日救国思想。同年8月末，他在《大韩每日申报》发表文章批判韩末亲日团体一进会。1907年，他先后在《大韩每日申报》发表《恸告我二千万同胞》、《江山论》、《告本国各社会书》、《痛哭告于本国同胞》等文字痛批《丁未七条约》。同年，他从东京府立第一中学毕业后，进入正则学院学习英文，并继续积极开展各种反日救国运动。
1908年，赵素昂进入明治大学法学部学习法学。次年7月，他创建大韩兴学会，并任该学会学报主遍，配合朝鲜国内报纸和学会宣扬反日救国思想。1910年，他因组织反对日韩合并的大会被日本警察拘捕。1911年，他联合青年俱乐部、三南留学生亲睦会和两西留学生新睦会，创建朝鲜留学生亲睦会联合会，并被选为会长，105人事件期间被拘禁。
1912年，赵素昂从明治大学毕业回国，后先后在儆新学校、养正义塾和大东法律专门学校任教。期间，他与在上海的独立运动家申圭植取得了联系。

## 流亡中国
1913年赵素昂流亡中国，经北京去往上海。他参加了申圭植组建的韩国光复运动组织“同济社”，以及与中国革命党人一起组建的“新亚同济社”，并在申圭植所建的“博达学院”任教。1917年7月，他与申圭植、朴殷植、申采浩等14位韩国独立运动家发表《大同团结宣言》，提出“主权不灭论”、“主权民有论”，主张召集民族大会，建立临时政府。1918年，他与在中国东北的韩国独立军领袖金佐镇成立大韩独立义军府，并任副主席。1919年2月，他与申圭植、金教献等39人在《大同团结宣言》的精神下发表了韩国首部独立宣言《大韩独立宣言书》，提出通过全民族抗日武装斗争恢复民族独立，建立共和制新韩国的政治设想。:41-45
1919年3月，三一运动爆发，大韩民国临时政府随后正式成立。赵素昂当选临时政府秘书长，后于5月前往巴黎协助参加巴黎和会的金奎植开展外交活动:45。此后，他走访了瑞士、荷兰、英国、法国、爱沙尼亚、丹麦、意大利、希腊等欧洲各国，在国际会议上通告大韩民国临时政府的成立，并游说各国国会承认韩国独立。1920年4月，他成功游说英国工党领袖在英国下议院提出四个指责日本的韩国问题议案。1920年底，他在俄罗斯参加了十月革命纪念大会，并考察了俄罗斯各地。此后，他经满洲里回到中国，并发表了批评共产主义的《满洲里宣言》。
1922年1月，赵素昂应邀与孙中山会面。同年4月，他组建了世界韩人同盟会，并任会长。同年，他被选举为临时政府议政院议长和外务部长。期间，他秘派金相玉回国举义。1922年6月至1926年8月，他历任了临时政府李东辉、卢伯麟和李东宁内阁的外务部长。1926年8月临时政府改为国务委员后，赵素昂开始担任临时政府国务委员，并不再继续担任外务部长一职。1928年3月，他与李东宁、金九、安昌浩、李始荣等人成立“韩国独立党”，出任常务理事，并起草了以三均主义（均权、均产、均学）为中心的党纲、党义:52。1930年7月，他被再次任命为临时政府外务部长，后于1933年3月被选为任临时政府国务委员和内务部长。1934年11月，临时政府国务会议通过了《大韩民国临时政府建国纲领》，将三均主义定为国策。1939年11月，赵素昂被选为临时政府外务部长兼宣传委员会主任委员。次年5月，韩国国民党、韩国独立党和朝鲜革命党三党正式合并更名为“韩国独立党”后，赵素昂出任中央执行委员会副委员长。在1943年4月的党内大会选举中，他击败金九当选韩国独立党中央执行委员会委员长，1945年7月败给金九当选副委员长。

## 韩国光复后

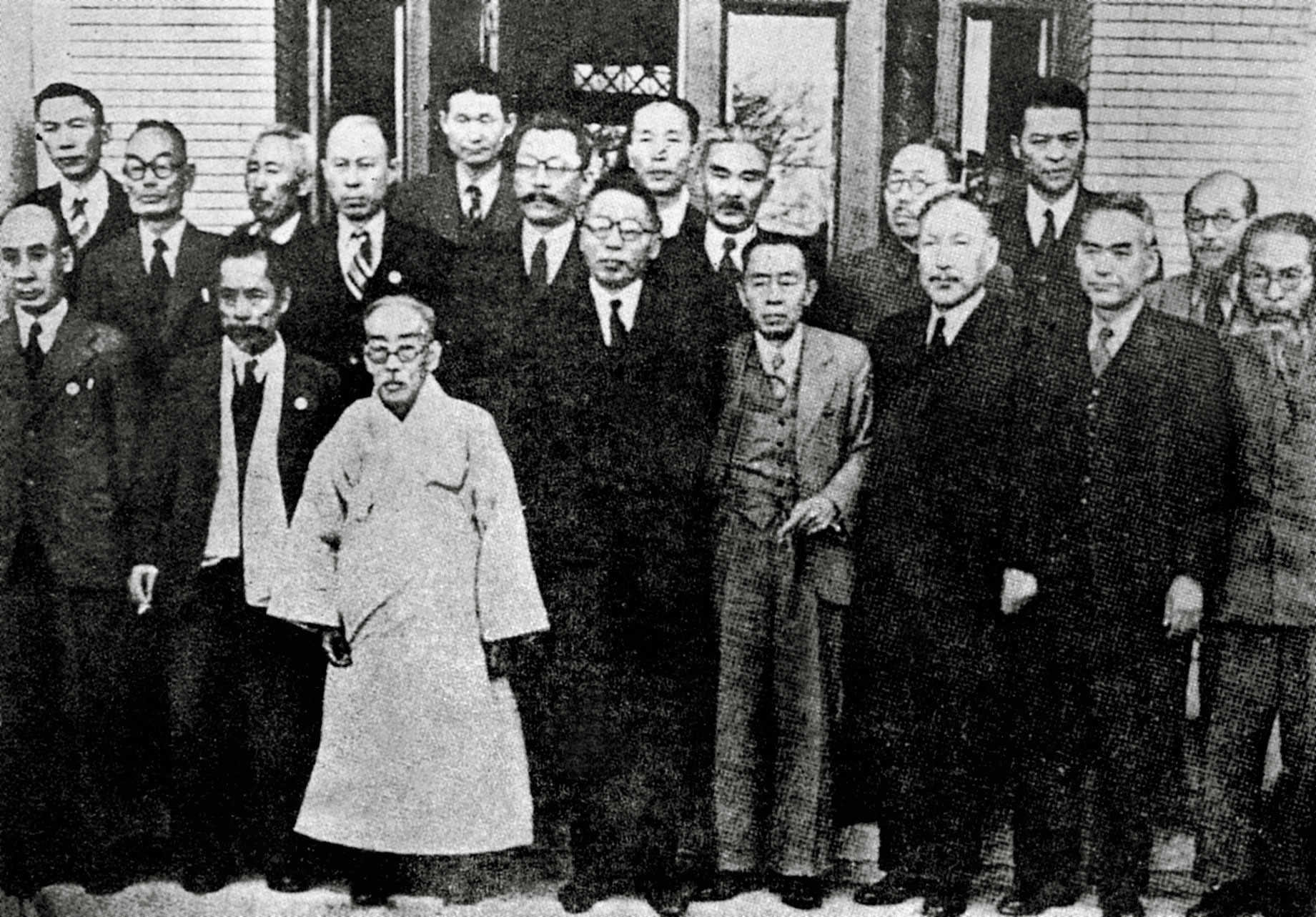
1945年12月赵素昂与大韩民国临时政府其它成员一同回到韩国

日本无条件投降后，赵素昂于1945年12月1日与大韩民国临时政府其它成员返回韩国，曾被选为临时政府后续组织“非常国民议会”的议长。他反对美苏对朝鲜半岛的托管，反对在南方建立单一政府，属右翼南北协商派。1948年4月他与金九一起越过三八线前往平壤参加了“四月南北联席会议”。同年12月1日，他与白泓均、赵进元等人成立社会党，并出任党首。朝鲜战争期间，他与安在鸿、金奎植、李光洙等一起被迫去了北方。1958年9月10日在平壤去世。

## 著述
- 《金相玉（朝鲜语：김상옥 (1890년)）传》、《素昂集》、《遗芳集》（韩国独立运动志士传记集）、《韩国文苑》（韩国文学作品集）
- 《韩国铸字史考》、《李舜臣龟船之研究》、《韩国元晓大师传》、《韩国弓裔大王传》
- 《韩国之现状及其革命趋势》、《韩华民族革命之连锁关系》、《韩国临时政府与三一运动》、《韩国在未来世界中的地位》、《韩国独立党之近象》、《韩国独立党党纲浅释》、《多党政治与一党政治》

## 荣誉
- 1989年3月，韩国追授他建国勋章。[1]
- 1990年8月15日，朝鲜民主主义人民共和国追授他祖国统一奖[8]。